# Irene Parenti Duclos
Irene Parenti Duclos también conocida con el nombre de Lincasta Ericinia (Florencia, Italia, 1754- 5 de febrero de 1795) fue una pintora y poeta italiana, también era conocida por enseñarles a otras mujeres con base en sus conocimientos artísticos. Fue una experta copista de obras de los maestros antiguos; se reconoció su trabajo como una pintora de la encáustica.

## Biografía
Su formación artística inició desde su hogar, gracias a su padre Giuseppe Parenti. Se tiene registrado que sus obras-réplicas comenzaron en 1773. El aumento en la demanda de obras de arte, permitió que Irene Parenti Duclos tuviese una mayor producción de obras. Aunque en la actualidad se tienen pocos de sus trabajos, muchos de ellos se encuentran ocultos.
Se estima que ella realizó un aproximado de treinta y nueve copias de óleos en los Uffizi. La técnica de la pintura encáustica, que era poco común en aquella época, fue enseñada por el jesuita español José María Pignatelli. Gracias a que aprendió esta técnica poco utilizada, permitió que tuviese una mayor participación en la pintura y que aumentara el valor de esta técnica, debido a que eran pocos los que podían realizarla de una manera tan impecable como Irene Parenti Duclos y su maestro José María Pignatelli.
Aparte de tener un gran talento en la pintura, también demostró habilidad en la poesía; la prueba de esto fue su inducción al círculo literario en la Academia de la Arcadia.

## Obra

### Obra original

#### Autorretrato de Irene Parenti Duclos
Se presenta a la artista con un pincel y un bastón, en su mano derecha. La obra hace alusión a su trabajo como pintora. Lleva puesta ropa de la época y un relicario.

#### El autorretrato uffizi menos conocido de Duclos, atribuido a Giovanna Giusti
En esta obra se retrata a Irene Parenti Duclos, es presentada con vestimenta oriental. Se encuentra en el taller. Mostrando su profesión y sus herramientas de trabajo de pintura. Esta obra es apreciada por la elegancia y belleza, en que es representada Irene Parenti Duclos y los detalles que se encuentran en la pintura.

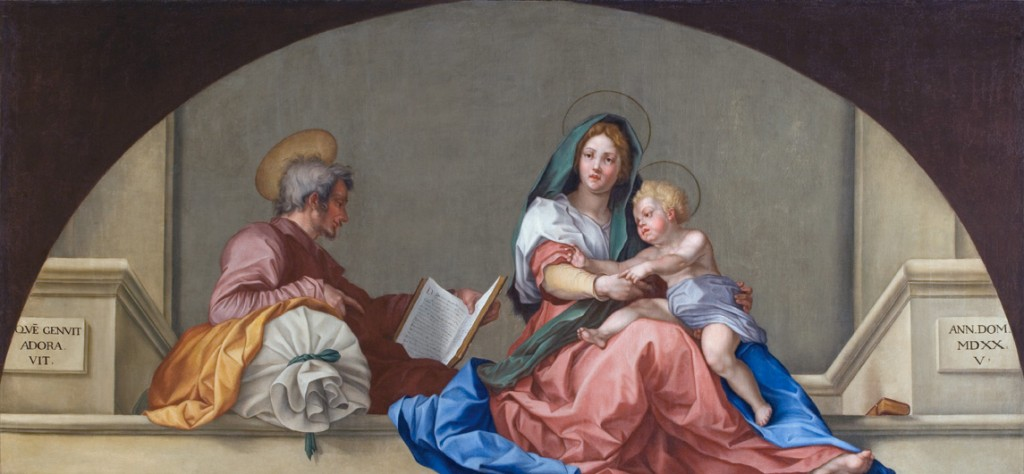
Copia de la Madonna del Sacco de Andrea del Sarto por Irene Parenti Duclos.

### Copia de la Madonna del Sacco de Andrea del Sarto
Se estima que esta obra fue elaborada entre 1779 a 1780. Es una copia exacta del fresco Madonne del sacco (Virgen del saco) de 1525, de Andrea del Sarto. Este fresco se encuentra en el Gran Claustro de la Annunziata, en Florencia. La copia realizada por Irene Parenti Duclos fue comprada por un Ggan Ddque. La copia realizada por la pintora,se encuentra en la gipsoteca de la Galleria dell'Accademia en Florencia.
La restauración de la copia de Irene Parenti Duclos se realizó en el año 2011. Esta restauración fue posible gracias a Advancing Women Artists Foundation y la Dra. Jane Fortune. Esta restauración permitió la comparación entre las dos obras de la Madoone del sacco. La pintora Irene Parenti Duclos no solo logró la similitud de la imagen, sino que también fue capaz de alcanzar un parecido cromático del fresco de Andrea del Sarto.